# Каф (буква сирийского алфавита)
ܟ (ܟܦ, каф) — одиннадцатая буква сирийского алфавита.

## Использование
Происходит от арамейской буквы каф (𐡊), восходящей к финикийской букве каф (𐤊, ).
В сирийском языке обозначала взрывной согласный [k] (также указывается точкой над буквой — кушшаей, ◌݁), после гласных — фрикатив [x] (указывается точкой под буквой — руккахой, ◌݂). В ассирийском языке обозначает [k] или [x] (обозначается точкой снизу). Числовое значение в сирийской системе счисления — 20.
В романизациях ALA-LC и BGN/PCGN передаётся как k.

## Кодировка
Буква каф была добавлена в стандарт Юникод в версии 3.0 в блок «Сирийское письмо» (англ. Syriac) под шестнадцатеричным кодом U+071F.